# Saurer BT 4500
Der Saurer BT 4500 ist ein schwerer Lastkraftwagen mit Hinterradantrieb der Österreichischen Saurerwerke, der von 1941 bis 1945 und von 1947 bis 1949 gebaut wurde. Auf das Chassis wurden auch Omnibus-Aufbauten gesetzt.

## Geschichte

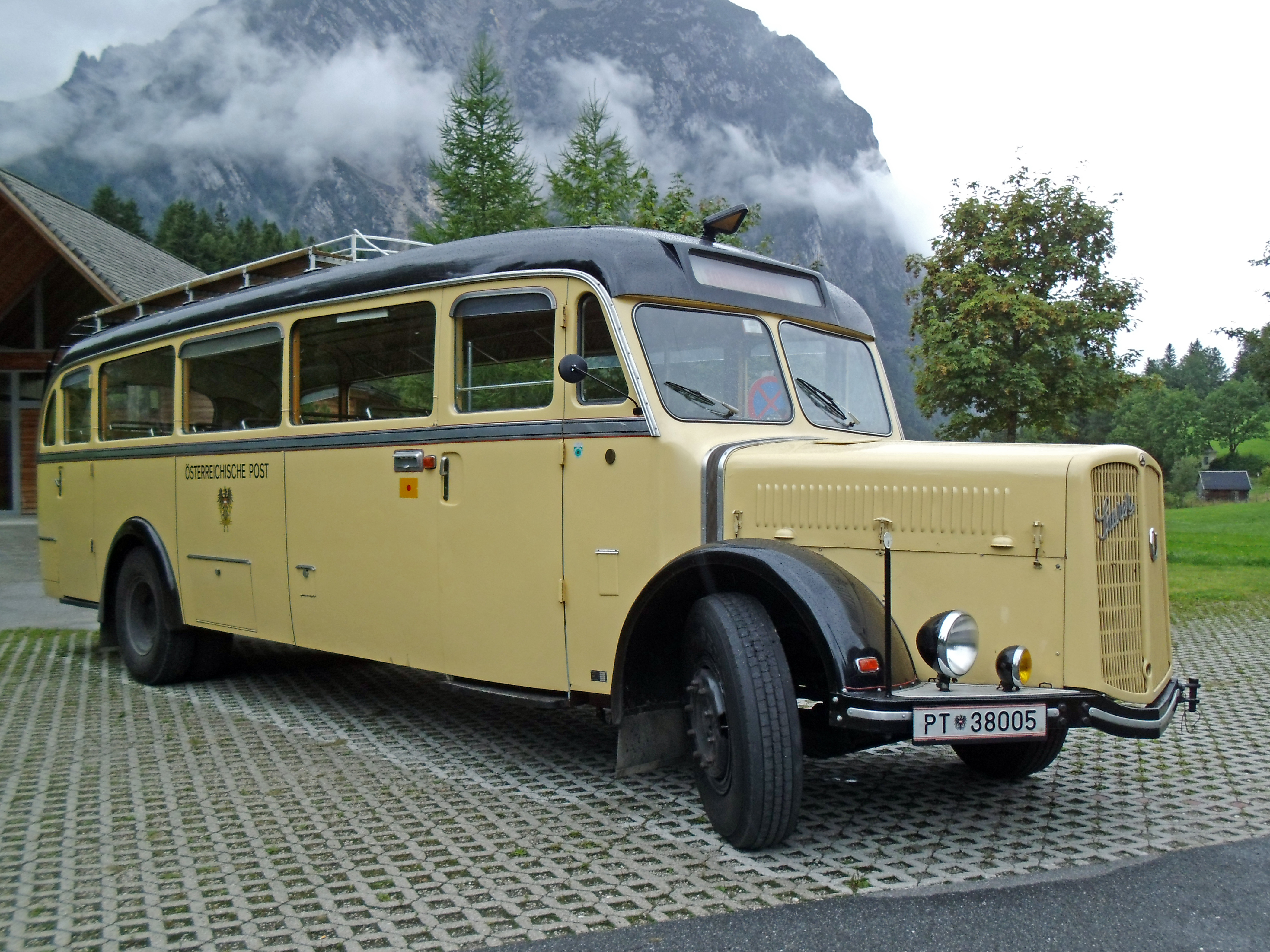
Saurer BT 4500 Postbus

Eingesetzt wurde der BT 4500 unter anderem von der Wehrmacht; nach Ende des Zweiten Weltkrieges bestellte die Österreichische Post bei Saurer einige BT 4500 in Autobusausführung, die bis 1949 ausgeliefert wurden. Auch beim Kraftfahrdienst der ÖBB dürften einige BT 4500 im Dienst gestanden sein.

## Technik
Angetrieben wird der 5930 kg schwere BT 4500 von einem Reihensechszylinder-Dieselmotor Saurer T, der knapp acht Liter Hubraum hat und 120 PS (88 kW) leistet. Damit kann der BT 4500 etwa 66 km/h schnell fahren, der Kraftstoffverbrauch beträgt 25 l/100 km und die Reichweite liegt bei rund 500 km. In Lkw-Ausführung kann Ladung mit einer Masse von bis zu 4500 kg transportiert werden, in Autobusausführung bietet der BT 4500 insgesamt 44 Sitzplätze.